# Aedes brevitibia
Aedes brevitibia är en tvåvingeart som först beskrevs av Edwards 1941.  Aedes brevitibia ingår i släktet Aedes och familjen stickmyggor. Inga underarter finns listade i Catalogue of Life.